# Ömer Erdoğan
Ömer Erdoğan (ur. 3 maja 1977 w Kassel) – turecki piłkarz występujący na pozycji obrońcy, trener.

## Kariera klubowa
Erdoğan urodził się w RFN-ie w rodzinie pochodzenia tureckiego. Seniorską karierę rozpoczynał w 1996 roku w zespole Hessen Kassel. W 1997 roku trafił do FC St. Pauli z 2. Bundesligi. Spędził tam rok, a potem odszedł do tureckiego Erzurumsporu z Süper Lig. W tych rozgrywkach zadebiutował 9 sierpnia 1998 roku w przegranym 1:5 pojedynku z Gençlerbirliği SK. 30 sierpnia 1998 roku w wygranym 2:1 spotkaniu z Karabüksporem strzelił pierwszego gola w Süper Lig.
W 2001 roku Erdoğan podpisał kontrakt z Diyarbakırsporem, także występującym w Süper Lig. Pierwszy ligowy mecz zaliczył tam 11 sierpnia 2001 roku przeciwko Gençlerbirliği (4:4). Występował tam przez 2 lata, a potem został graczem ekipy Galatasaray SK, również z Süper Lig. Zadebiutował tam 17 sierpnia 2003 roku w wygranym 2:1 pojedynku z Gaziantepsporem. Barwy Galatasaray reprezentował przez rok.
W 2004 roku przeszedł do Malatyasporu (Süper Lig), gdzie zadebiutował 7 sierpnia 2004 roku w zremisowanym 1:1 spotkaniu z Beşiktaşem JK. W Malatyasporze grał przez 2 lata, a w 2006 roku, po spadku klubu do 2. Lig, odszedł z niego. Został wówczas zawodnikiem pierwszoligowego Bursasporu. Pierwszy ligowy mecz zaliczył tam 6 sierpnia 2006 roku przeciwko Ankaragücü (0:0). W 2010 roku Erdoğan zdobył z zespołem mistrzostwo Turcji.

## Kariera reprezentacyjna
W reprezentacji Turcji Erdoğan zadebiutował 3 września 2010 roku w wygranym 3:0 meczu eliminacji Mistrzostw Europy 2012 z Kazachstanem.